# Élection sénatoriale partielle de 2015 dans le Cantal
Une élection sénatoriale partielle a lieu dans le Cantal le dimanche 6 septembre 2015. Elle a pour but d'élire l'un des deux sénateurs représentant le département au Sénat à la suite de la démission d'office de Pierre Jarlier et de sa déclaration d'inégilibilté d'un an par le Conseil constitutionnel le 11 juin 2015.

## Contexte départemental
La démission d'office et l'inéligibilité de Pierre Jarlier sont regrettées par l'ensemble des forces politiques locales.
Le collège électoral appelé à élire le nouveau sénateur comptera le même nombre de délégués des conseils municipaux et de suppléants qu'en septembre 2014. Par contre, celui des conseillers départementaux passe de 27 à 30 du fait du redécoupage cantonal de 2014. Le conseil départemental lui-même a été profondément renouvelé et féminisé. Et un seul sénateur se trouve en fonction.
Les élections sénatoriales de 2014 dans le Cantal avaient vu l'élection des deux sénateurs sortants, Pierre Jarlier et Jacques Mézard au premier tour de scrutin.

## Collège électoral
Pour cette élection sénatoriale partielle, le nombre des grands électeurs est de 537 au lieu de 535 en septembre 2014. En effet, le nombre des conseillers départementaux est passé de 27 à 30 et un seul sénateur est en fonction au lieu de 2.
| Délégués des communes                                                                         |                            |                            |                            |          |                     |
|                                                                                               | Conseillers municipaux     | Délégués / commune         | Communes concernées        | Délégués | % collège électoral |
| Délégués des communes de moins de 9 000 habitants                                             |                            |                            |                            |          |                     |
| - communes de < 100 habitants                                                                 | 7                          | 1                          | 32                         | 32       | 5,96%               |
| - communes de < 500 habitants                                                                 | 11                         | 1                          | 161                        | 161      | 29,98%              |
| - communes de < 1 500 habitants                                                               | 15                         | 3                          | 48                         | 144      | 26,82%              |
| - communes de < 2 500 habitants                                                               | 19                         | 5                          | 8                          | 40       | 7,45%               |
| - communes de < 3 500 habitants                                                               | 23                         | 7                          | 1                          | 7        | 1,30%               |
| - communes de < 5 000 habitants                                                               | 27                         | 15                         | 2                          | 30       | 5,59%               |
| - communes de < 9 000 habitants                                                               | 29                         | 15                         | 2                          | 30       | 5,59%               |
| Délégués des communes de 9 000 à 29 999 habitants                                             |                            |                            |                            |          |                     |
| - communes de < 10 000 habitants                                                              | 29                         | 29                         | 0                          | 0        | 0,00%               |
| - communes de < 20 000 habitants                                                              | 33                         | 33                         | 0                          | 0        | 0,00%               |
| - communes de < 30 000 habitants                                                              | 35                         | 35                         | 1                          | 35       | 6,52%               |
| Délégués des communes bénéficiant des dispositions particulières pour les communes fusionnées |                            |                            |                            |          |                     |
| Loubaresse, Ally, Saint-Martin-Valmeroux, Champs-sur-Tarentaine-Marchal, Pleaux               |                            |                            | 5                          | 20       | 3,72%               |
| Délégués des communes                                                                         | Délégués des communes      | Délégués des communes      | Délégués des communes      | 499      | 92,52%              |
| Conseillers départementaux                                                                    | Conseillers départementaux | Conseillers départementaux | Conseillers départementaux | 30       | 5,05%               |
| Conseillers régionaux                                                                         | Conseillers régionaux      | Conseillers régionaux      | Conseillers régionaux      | 5        | 0,93%               |
| Députés                                                                                       | Députés                    | Députés                    | Députés                    | 2        | 0,37%               |
| Sénateurs                                                                                     | Sénateurs                  | Sénateurs                  | Sénateurs                  | 1        | 0,19%               |
| Total                                                                                         | Total                      | Total                      | Total                      | 537      | 100,00%             |

## Les candidats et leurs suppléants
Liste définitive des candidats admis à participer au premier tour de l’élection sénatoriale partielle du 06 septembre 2015 :
| T/S | Candidats | Candidats          | Parti | Principale fonction                                             |
| --- | --------- | ------------------ | ----- | --------------------------------------------------------------- |
| T   |           | Jean-Pierre Roume  | PCF   |                                                                 |
| S   |           | Denise Vallat      | PCF   |                                                                 |
| T   |           | Gérard Salat       | PS    | Conseiller départemental, maire de Villedieu                    |
| S   |           | Monique Delort     | PS    |                                                                 |
| T   |           | Bernard Delcros    | UDI   | Conseiller départemental, maire de Chalinargues                 |
| S   |           | Mireille Leymonie  | DVD   | Conseillère départementale, première adjointe au maire de Madic |
| T   |           | Patricia Rochès    | DVD   | Maire de Coren                                                  |
| S   |           | Jean-Luc Condutier | DVD   |                                                                 |
| T   |           | Bruno Faure        | LR    | Conseiller départemental, maire de Saint-Projet-de-Salers       |
| S   |           | Nadine Dufour      | LR    | Maire d'Ussel                                                   |
| T   |           | François Vermande  | DLF   | Ancien conseiller départemental                                 |
| S   |           | Andrée Villanueva  | DLF   |                                                                 |
| T   |           | Gilles Lacroix     | FN    | Conseiller régional                                             |
| S   |           | Lauranne de Faget  | FN    |                                                                 |
| T   |           | Dominique Morel    | PDF   |                                                                 |
| S   |           | Dominique Chalard  | PDF   |                                                                 |

Au second tour, six des candidats, ceux de la droite et du centre, restent en lice.

## Résultat du scrutin
Bernard Delcros est élu au second tour avec 53 % des suffrages exprimés.
| Candidats                | Candidats                | Parti                    | Nuance                   | Premier tour | Premier tour | Second tour | Second tour |
| Candidats                | Candidats                | Parti                    | Nuance                   | Voix         | %            | Voix        | %           |
| ------------------------ | ------------------------ | ------------------------ | ------------------------ | ------------ | ------------ | ----------- | ----------- |
|                          | Bernard Delcros          | UDI                      | UDI                      | 180          | 34,09        | 274         | 53,00       |
|                          | Bruno Faure              | LR                       | UMP                      | 153          | 28,98        | 175         | 33,85       |
|                          | Gérard Salat             | PS                       | SOC                      | 108          | 20,45        | Retrait     | Retrait     |
|                          | Patricia Rochès          | SE                       | DVD                      | 52           | 9,85         | 60          | 11,61       |
|                          | François Vermande        | DLF                      | DVD                      | 16           | 3,03         | 6           | 1,16        |
|                          | Jean-Pierre Roume        | PCF                      | COM                      | 16           | 3,03         | Retrait     | Retrait     |
|                          | Gilles Lacroix           | FN                       | FN                       | 2            | 0,38         | 1           | 0,19        |
|                          | Dominique Morel          | PDF                      | EXD                      | 1            | 0,19         | 1           | 0,19        |
|                          |                          |                          |                          |              |              |             |             |
| Suffrages exprimés       | Suffrages exprimés       | Suffrages exprimés       | Suffrages exprimés       | 528          | 98,88        | 517         | 97,18       |
| Votes blancs et nuls     | Votes blancs et nuls     | Votes blancs et nuls     | Votes blancs et nuls     | 6            | 1,12         | 15          | 2,82        |
| Total                    | Total                    | Total                    | Total                    | 534          | 100          | 532         | 100         |
| Abstention               | Abstention               | Abstention               | Abstention               | 3            | 0,56         | 5           | 0,93        |
| Inscrits / participation | Inscrits / participation | Inscrits / participation | Inscrits / participation | 537          | 99,44        | 537         | 99,07       |